# Django tire le premier
Pour les articles homonymes, voir Django.
Pour plus de détails, voir Fiche technique et Distribution.
Django tire le premier (titre original : Django spara per primo) est un film italien réalisé par Alberto De Martino, sorti en 1966.

## Synopsis
Après l'assassinat de son père, Django apprend avec surprise que celui-ci, qu'il croyait pauvre, lui a en fait laissé pour héritage la moitié de la ville. Souhaitant s'en approprier, il découvre que son père avait été trahi par Kuster, son associé dans le but de s'emparer du magot. Django décide alors de se venger pour l'honneur de sa famille...

## Fiche technique
- Titre original : Django spara per primo
- Réalisation : Alberto De Martino, assisté d'Enzo G. Castellari
- Scénario et histoire : Sandro Continenza, Massimiliano Capriccioli, Tito Carpi, Vincenzo Flamini, Giovanni Simonelli et Alberto De Martino
- Directeur de la photographie : Riccardo Pallottini
- Montage : Otello Colangeli
- Musique : Bruno Nicolai
- Costumes : Gaia Romanini
- Production : Edmondo Amati (en)
- Genre : Western spaghetti
- Pays :  Italie
- Durée : 95 minutes
- Date de sortie :
  -  Italie : 28 octobre 1966
  -  Allemagne de l'Ouest : 14 juin 1968

## Distribution
- Glenn Saxson (VF : Michel Le Royer) : Glenn Garvin (Garwin en VF) dit « Django »
- Fernando Sancho (VF : Claude Bertrand) : Gordon
- Evelyn Stewart (VF : Nicole Favart) : Jessica Kluster (Kuster en VF)
- Nando Gazzolo (VF : Jean-François Laley) : Ken Kluster (Kuster en VF), le banquier
- Erika Blanc : Lucy
- José M. Martin (VF : Jean Brassat) : Ringo
- Lee Burton (VF : Henry Djanik) : Ward
- Alberto Lupo (VF : Jean Michaud) : Doc
- Valentino Macchi (VF : Gérard Férat) : Cooper
- Antonio Piretti : le frère de Lucy
- Marcello Tusco (VF : Pierre Garin) : le shérif
- George Eastman : Jeff Kluster (Jesse Kluster en VF)
- Riccardo Pizzuti (VF : Alain Nobis) : l'un des frères Foster

## À noter
On retrouve dans ce film les acteurs Lee Burton et George Eastman qui incarneront eux-mêmes plus tard Django. Ils apparaîtront également dans Django, prépare ton cercueil ! avec Terence Hill dans le rôle de Django.